# Moskvarättegångarna

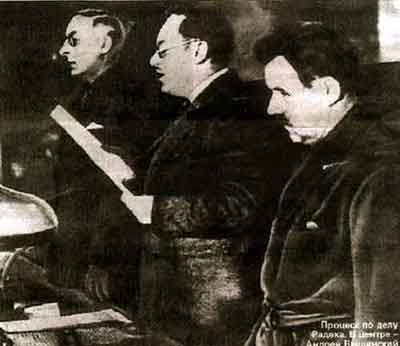
Överåklagaren Andrej Vysjinskij läser upp åtalspunkterna mot Karl Radek vid Moskvarättegångarna 1937.

Moskvarättegångarna eller Moskvaprocesserna kallas tre uppmärksammade skenrättegångar i Sovjetunionen åren 1936–1938. De var en del av Josef Stalins kampanjer för att oskadliggöra all politisk opposition under den stora utrensningen och brukar delas upp i tre huvudsakliga processer: åtalet mot "de sexton", åtalet mot det "sovjetfientliga trotskistiska centret" och åtalet mot "de tjugoen". Därtill kan läggas rättegången mot medlemmar av militärledningen 1937 som också kom att prägla den stora utrensningen.
Åtalen ledde till att misstänkta kritiker inom det styrande kommunistpartiet – särskilt de gamla bolsjeviker som haft ledande positioner före oktoberrevolutionen 1917 – eliminerades då de ansågs utgöra ett hot mot Stalins styre. De tre Moskvarättegångarna var offentliga och användes flitigt i dåtidens propaganda, och även utländsk press och diplomater tilläts närvara. Domsluten byggde i princip uteslutande på erkännanden, som i många fall framtvingats genom tortyr och hot mot familjemedlemmar och de åtalade pressades till att ange varandra vilket blev grund för ytterligare rättsprocesser.

## Bakgrund
Ideologiska och dagspolitiska dispyter präglade kommunistpartiet ända fram till 1923 och kritik mot partiledningen ledde tidvis till djup splittring mellan framstående medlemmar. Men allteftersom partiet övertogs av byråkratiska funktionärer stelnade partiklimatet; något som blev slutgiltigt i och med införandet av fraktionsbildningsförbudet och Lenins stroke 1923. När en trojka bestående av Josef Stalin, Grigorij Zinovjev och Lev Kamenev tog makten i Lenins frånvaro användes "fraktionsbildning" som anklagelse för att tysta den tidigare livliga interna kritiken i partiet och främsta måltavla blev Lev Trotskij med anhängare som uttryckte rädsla för att en "byråkratisering" av partiet skulle hämma partidemokratin.
Det var mot bakgrund av detta som det från 1920-talet till 1936 förekom flera byråkratiska såväl som juridiska utrensningar, huvudsakligen gällande förbudet mot fraktionsbildningen (som var fallet med Trotskij) och för att bli av med påstått odugliga individer som på något sätt påståtts ha skadat partiet. När Zinovjev och Kamenev 1925 kritiskt påpekade att allt mer makt hade koncentrerats i generalsekreterarens händer hamnade de i öppen konflikt med Stalin och bildade istället tillsammans med Trotskij en förenad opposition. Stalins grepp om partiet var dock starkt, och 1927 gick han segrande ur kampen, medan Trotskij och Zinovjev uteslöts ur partiet.
Medan Trotskij vägrade gå med på att erkänna sin "felaktiga kritik" av partiledningen gjorde de flesta andra kritiker, inklusive Zinovjev och Kamenev, detta för att återfå sina partimedlemskap. Trotskij sändes i exil 1929 men fortsatte att öppet och ihärdigt kritisera Stalin. De katastrofala kollektiviseringarna av jordbruket i början av 1930-talet ledde till att missnöjet inom partiet, liksom i det sovjetiska samhället i stort, växte och Stalin fruktade att han skulle störtas från makten.

### Följderna av mordet på Kirov
Efter att Sergej Kirov, ordförande för Kommunistpartiets lokalavdelning i Leningrad och nära allierad till Stalin, sköts ihjäl i december 1934 fick Stalin en anledning att slå till mot dem som han misstänkte var fortsatt fientliga till hans styre. Redan en vecka efter mordet avrättades 104 personer, enligt sovjetisk press var minst 66 av dessa ansvariga för dådet.
Kort därefter började Zinovjev och Kamenev anklagas i tidningarna, men de ställdes ej inför rätta i den rättegång som ledde till att Leonid Nikolajev, som hade avfyrat de dödande skotten, och 13 andra dömdes till döden för mordet. I januari 1935 dömdes Zinovjev och Kamenev istället till fängelse för att ha försökt återupprätta kapitalismen i Sovjetunionen samt vara "moraliskt skyldiga" till Kirovmordet.
Under 1936 började fallet övergå i allvarliga anklagelser om trotskistiska sammansvärjningar mot regeringen. För Stalin var det viktigt att få bevis för om Trotskij, som ju befann sig i exil, hade någon koppling till fallet och gav Nikolaj Jezjov i uppdrag att sköta utredningen.

## Förlopp

### Rättegången 1936
Den första av Moskvarättegångarna inleddes den 19 augusti 1936. Månaden dessförinnan hade Zinovjev och Kamenev förhörts om en trotskistisk konspiration och efter att ha pressats av Jezjov redan då erkänt sina påstådda brott. 16 personer stod så åtalade för att ha bildat en terrororganisation (ett "förenat trotskistiskt-zinovjevistiskt centrum" som skulle gripa makten i landet) och för mordsammansvärjning mot Stalin och andra ledare. De åtalade bestod dels av gamla medlemmar i den så kallade vänsteroppositionen, den trotskistiska partivänstern som Stalin föraktade, och dels en grupp helt okända individer, unga agenter i säkerhetstjänsten GPU som verkar ha offrats för att få till stånd hållbara anklagelser mot de övriga.
Rättegången hölls i Sovjetunionens högsta domstols militärkollegium och varade i totalt fem dagar. Både Zinovjev och Kamenev hotades av Jezjov med att otaliga andra kritiska partimedlemmar liksom de åtalades egna familjemedlemmar riskerade stränga straff om de inte erkände sina påstådda brott. Stalin lovade personligen att de två skulle få undslippa dödsstraffet och deras familjer skulle lämnas ifred om de bara erkände sina brott. Övriga åtalade övertalades på liknande sätt eller gav vika efter långa förhör. Sergej Mratjkovskij förhördes hela 90 timmar i sträck, innan han slutligen bröt samman och skrev under ett fullständigt erkännande.
Efter att de åtalade erkände sina brott fann domstolen samtliga skyldiga och dömde dem till döden. De arkebuserades kort efter midnatt dagen därpå av Vasilij Blochin i Lubjanka-fängelsets källare.
Åtalade
1. Grigorij Zinovjev
2. Lev Kamenev
3. Grigorij Jevdokimov
4. Ivan Bakajev
5. Sergej Mratjkovskij
6. Vagarsjak Ter-Vaganjan
7. Ivan Smirnov
8. Jefim Drejtser
9. Isaak Reingold
10. Richard Pickel
11. Eduard Holtzman
12. Fritz David
13. Valentin Olberg
14. Konon Berman-Jurin
15. Moissej Lurje
16. Natan Lurje

### Rättegången 1937
En rättegång i Novosibirsk i november 1936 gällande ekonomiskt sabotage eskalerade till vad som kom att bli den andra av Moskvarättegångarna i januari 1937. Även här var det gamla bolsjeviker, partimedlemmar som kunde bli ett hot mot Stalin, som var föremål för mycket allvarliga anklagelser vilka kretsade kring etablerandet av ett "sovjetfientligt trotskistiskt centrum". De 17 åtalade var dels framstående partiledare som Karl Radek, Georgij Pjatakov och Grigorij Sokolnikov och dels lägre partimedlemmar från industrin och den ekonomiska sektorn. Själva rättegången föregicks av månader av noggrann planering och det dröjde flera veckor innan de åtalade gick med på att skriva under erkännanden. Rättegången inleddes den 23 januari och varade i sju dagar. Radek, Pjatakov och Sokolnikov beskrev för rätten hur Trotskij hade konspirerat med Nazityskland, Japan och andra fascistiska makter för att sabotera den sovjetiska ekonomin och starta ett krig mot Sovjetunionen för att lägga beslag på landets ekonomiska resurser. De åtalade erkände sin egen delaktighet i de här påstådda komplotterna och domstolen dömde 13 av dem till döden, resten till mellan 10 och 18 års straffarbete.
Karl Radek undslapp dödsstraff genom att ange sina medåtalade och hävdade att det existerade en "tredje organisation" vid sidan av olika sorters trotskistiska anhängare. Denna "tredje organisation" var underförstått den så kallade högeroppositionen under Nikolaj Bucharin. Påståendet skulle bidra till att de stalinistiska massutrensningarna gick in i en ny fas samma år och drabbade de högsta statsorganen liksom säkerhetstjänsten, rättsväsendet, Komintern och kulturlivet. Även utanför Sovjetunionens gränser bedrevs utrensningarna och mitt under det pågående spanska inbördeskriget började Stalintrogna kommunister att angripa sina trotskistiska och anarkistiska allierade. Många utländska kommunister som fram till dess levde i exil i Sovjetunionen arresterades och fängslades eller skickades till arbetsläger.
Åtalade
1. Georgij Pjatakov
2. Karl Radek
3. Grigorij Sokolnikov
4. Nikolaj Muralov
5. Michail Bugoslavski
6. Leonid Serebrjakov
7. Valentin Arnold
8. Ivan Hrasche
9. Jakov Livsjits
10. Ivan Knjazev
11. Josef Turok
12. Stanislav Rattajtjak
13. Boris Norkin
14. Alexej Sjestov
15. Michail Strojlov
16. Gavriil Pusjin
17. Jakov Drobnis

### Den hemliga militärrättegången
Medveten om att militären var den enda institution som kunde hindra honom från att få total makt över det sovjetiska samhället riktades en utrensningskampanj mot den högsta arméledningen och den 22 maj 1937 arresterades i hemlighet den före detta överbefälhavaren Michail Tuchatjevskij. Efter några dagars förhör erkände Tuchatjevskij att han var en tysk agent som i förbund med Nikolaj Bucharin hade tänkt ta makten. Marskalk Tuchatjevskij och sju andra högt uppsatta befälhavare (senare åtta, Jan Gamarnik begick dock självmord innan rättegången inleddes) åtalades i juni 1937 för landsförrädisk verksamhet och samarbete med Nazityskland. Rättegången gällande bildandet av en "trotskistisk sovjetfientlig militär organisation" hölls den 11 juni och varade till samma kväll då en för ändamålet sammankallad specialtribunal i Sovjetunionens högsta domstol, där flera av domarna själva uttryckte rädsla för Stalin, dömde samtliga åtalade till döden. Avrättningarna genomfördes omedelbart därefter. Denna process hölls till skillnad mot de tre Moskvarättegångarna i hemlighet då Stalin fruktade folkets reaktioner på att hyllade krigshjältar hade rensats ut. Efter rättegången genomfördes massiva utrensningar på alla nivåer av hela den sovjetiska försvarsmakten i jakten på påstådda förrädare.
Fram till de sovjetiska arkiven öppnades för allmänheten 1990 trodde man att de förfalskade dokumenten som låg till grund för rättegången hade författats av Abwehr men idag anses det bevisat att Stalin själv lät förfalska bevisen för att få en ursäkt till att slå till mot ledande befälhavare. Året efter rättegången lät Stalin sluta Molotov-Ribbentrop-pakten med just Nazityskland.

### Rättegången 1938

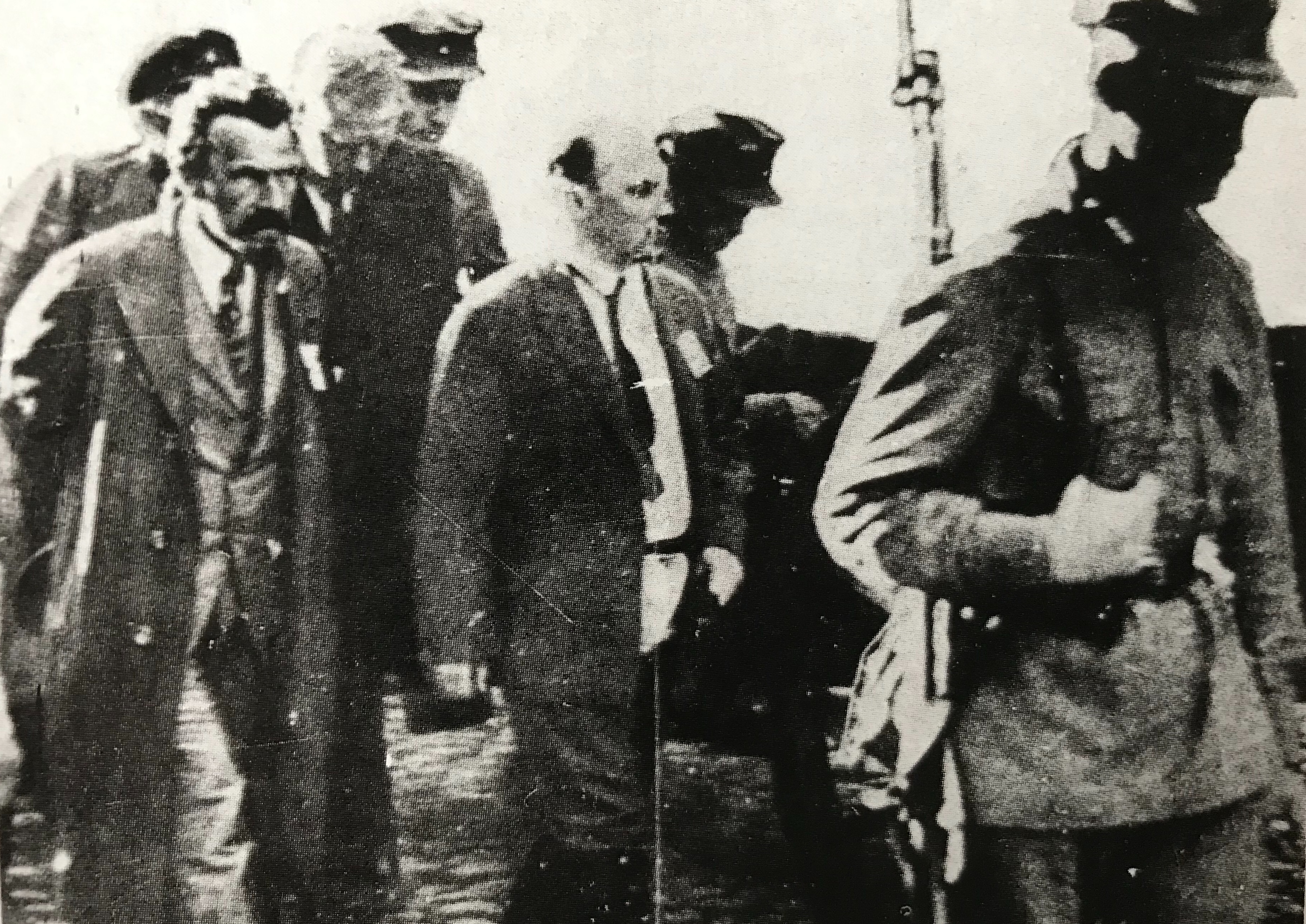
Nikolaj Bucharin och Aleksej Rykov innan domstolsförhandlingarna 1938.

I mars 1938 inleddes så den sista av Moskvarättegångarna, riktad mot partiets högra flank, bland andra Nikolaj Bucharin, Aleksej Rykov, Arkadij Rosengolts, Nikolaj Krestinskij, Christian Rakovskij och Isaak Zelenskij. Även Genrich Jagoda, inrikesminister 1934-1936 och som sådan ansvarig för verkställandet av flera massutrensningar, fanns nu bland de åtalade då han hade förlorat Stalins förtroende för att fortsätta utrensningarna. Hela rättegången hade försenats då det började uttryckas motvilja i partiet mot att fortsätta smutskasta kamrater på Stalins order. Rättegången mot "högerns och trotskisternas block" blev den stora utrensningens symboliska klimax, sammanlagt 21 personer åtalades för en rad allvarliga brott.
Bland åtalspunkterna fanns återigen mordet på Sergej Kirov, mordförsök på Lenin, Stalin och Sverdlov 1918, förberedelse till mord på Stalin m fl, konspiration för att sabotera ekonomin och försvarsförmågan, konspiration för att slita loss delar av Sovjetunionen åt främmande makter, spioneri för brittisk, fransk, tysk och japansk räkning, konspiration för att provocera fram ett fientligt anfall mot Sovjetunionen samt planer på att återupprätta kapitalismen. Samtliga åtalade erkände till slut alla dessa anklagelser, men under processens gång förekom faktiskt ifrågasättanden och förnekanden av en del av anklagelserna, främst Bucharin visade hur absurda många av dessa påstådda gärningar var. 18 av de åtalade dömdes till arkebusering, resterande tre erhöll mellan 15 och 25 års fängelse.
Åtalade
1. Nikolaj Bucharin
2. Aleksej Rykov
3. Nikolaj Krestinskij
4. Christian Rakovskij
5. Genrich Jagoda
6. Arkadij Rosengolts
7. Vladimir Ivanov
8. Michail Tjernov
9. Grigorij Grinko
10. Isaak Zelenskij
11. Sergej Bessonov
12. Akmal Ikramov
13. Faisullah Chodzjajev
14. Vasilij Sjarangovitj
15. Prokopij Zubarev
16. Pavel Bulanov
17. Lev Levin
18. Dmitrij Pletnev
19. Ignatij Kazakov
20. Venjamin Maximov-Dikovskij
21. Pjotr Krjutjkov

## Efterspel
Det har påvisats att Moskvarättegångarna leddes direkt från Kreml av Nikolaj Jezjov, chef för NKVD september 1936 - november 1938, samt Stalin själv. På den tjugonde partikongressen 1956 erkände Nikita Chrusjtjov i sitt så kallade hemliga tal att Moskvarättegångarna, liksom de stalinistiska massutrensningarna i allmänhet, till största del drabbat oskyldiga människor. Under den efterföljande avstaliniseringen rehabiliterades många avrättade postumt. För vissa av de som dömdes i Moskvarättegångarna dröjde rehabiliteringen dock ända till 1990-talets början.
| ”                                                                              | Kommissionen har gått igenom ett mycket omfattande material från NKVDs arkiv liksom många andra dokument och därvid funnit en mängd falska anklagelseakter riktade mot kommunister, akter fyllda av lögnaktiga beskyllningar och himmelsskriande brott mot all socialistisk rättsuppfattning, akter vilka alla resulterade i att oskyldiga människor dömdes till undergång. Av denna utredning framgår, att många partiarbetare, anställda i sovjeterna och ekonomer som 1937 och 1938 utsågs till "fiender" i själva verket aldrig var några fiender, spioner eller skadegörare, att de alltid hade varit hedervärda kommunister. En del av dem, vilka inte stod ut med den bestialiska tortyr de utsattes för, skrev på akter (dikterade av förhörsledarna och förfalskarna) där de anklagade sig själva för alla möjliga slags och ofta helt osannolika förbrytelser. | „ |
| – Nikita Chrusjtjov, Tal vid Sovjetunionens Kommunistiska Partis 20:e kongress | |   |

Därefter nämnde Chrusjtjov att 98 av de 139 medlemmar som invaldes i partiets centralkommitté blev skjutna. Av 1 966 delegater med röst- och yttranderätt vid kongressen blev 1 108 arresterade för kontrarevolutionär verksamhet.
Ett inflytelserikt verk om Moskvarättegångarna är Arthur Koestlers roman Natt klockan tolv på dagen (1940).